# Зимова подорож
Зимова подорож (нім. Winterreise), Op. 89, D 911 — другий вокальний цикл Франца Шуберта на вірші Вільгельма Мюллера, створений 1827 року. 
Українською мовою окремі пісні були перекладені у 1920-х роках і видані видавництвом «Книгоспілка». У повному обсязі цикл переклала Юлія Гершунська.

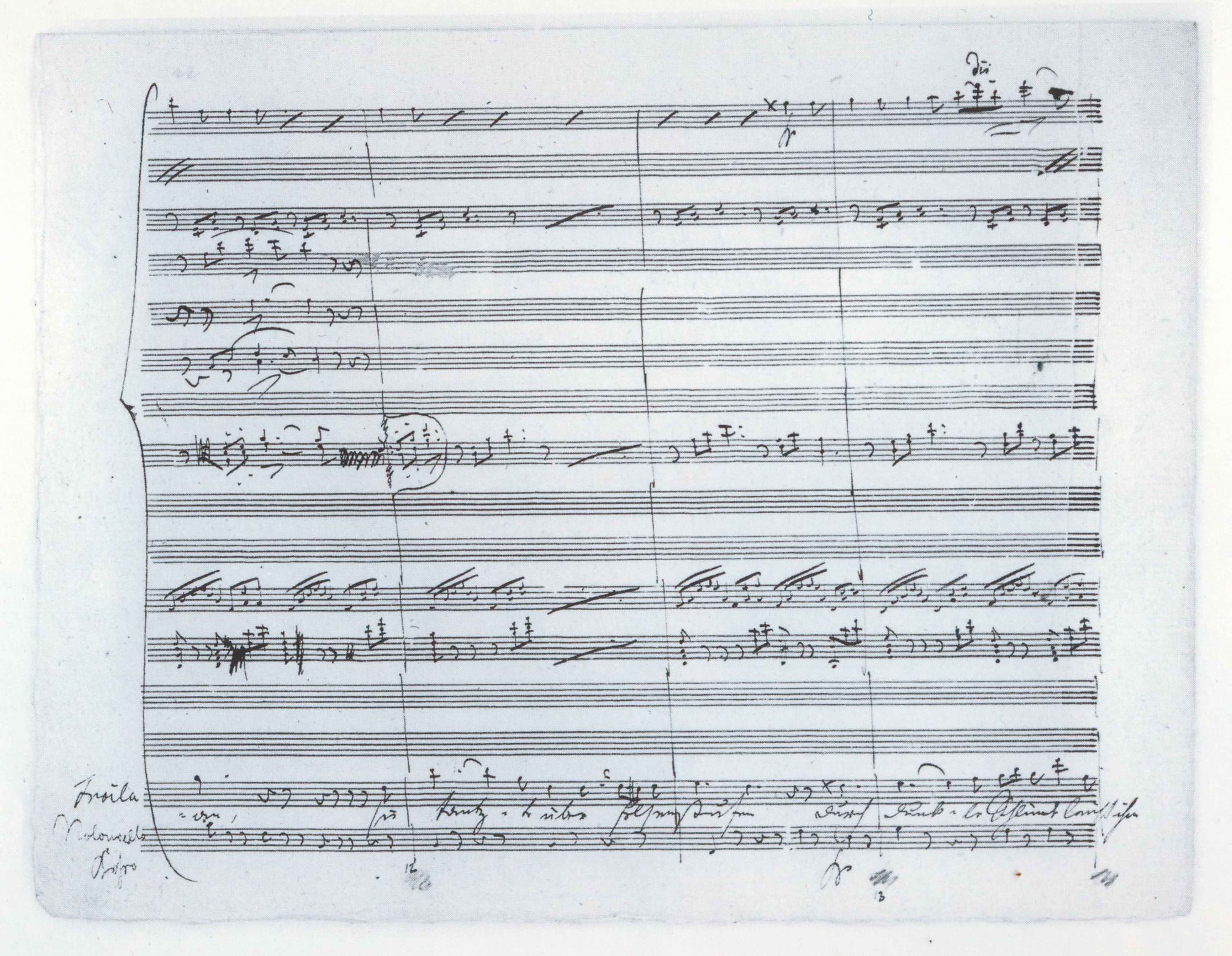
Фрагмент пісні «Обман», рукопис 1821/22

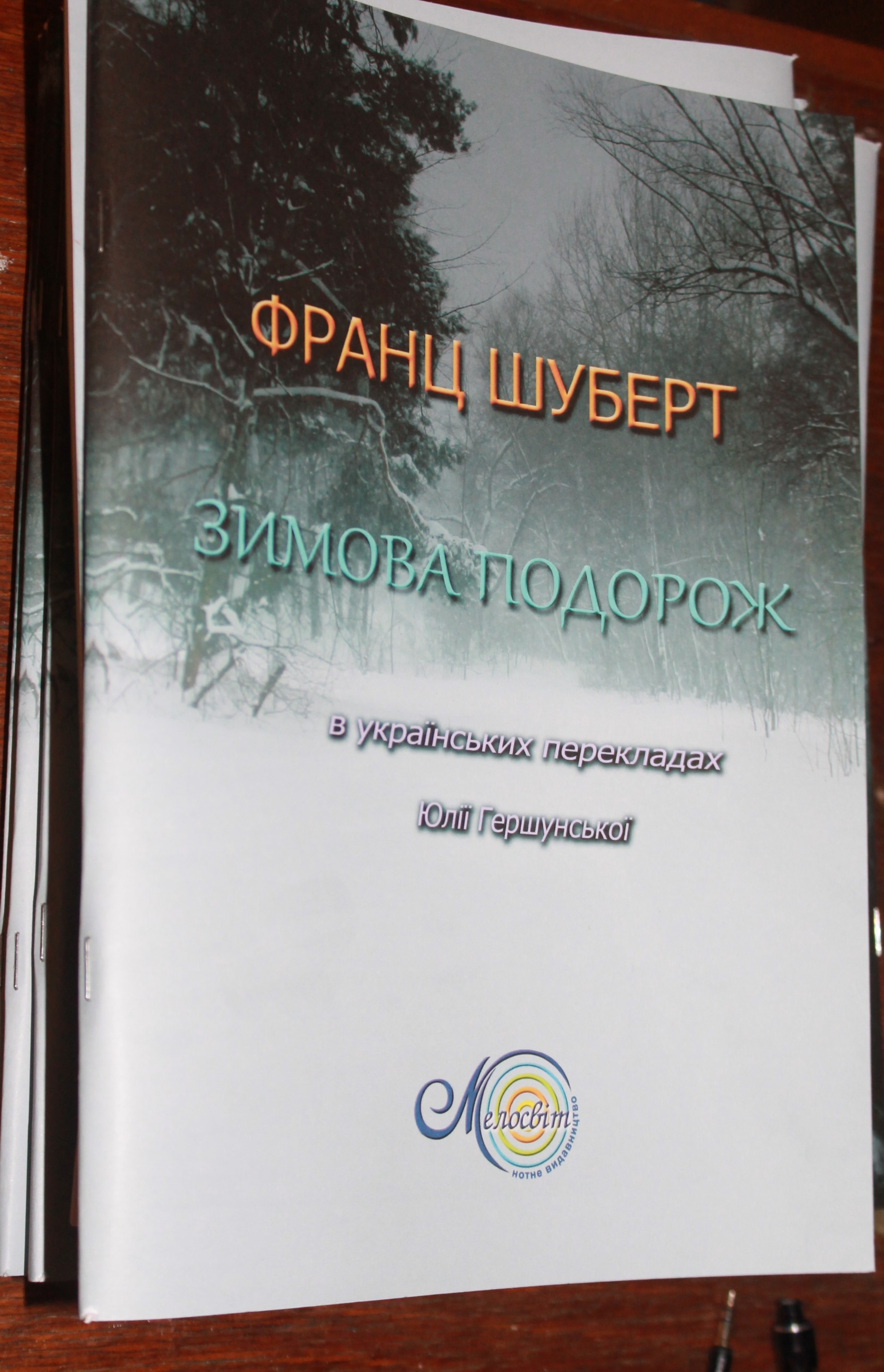
Видання з українським перекладом, 2019

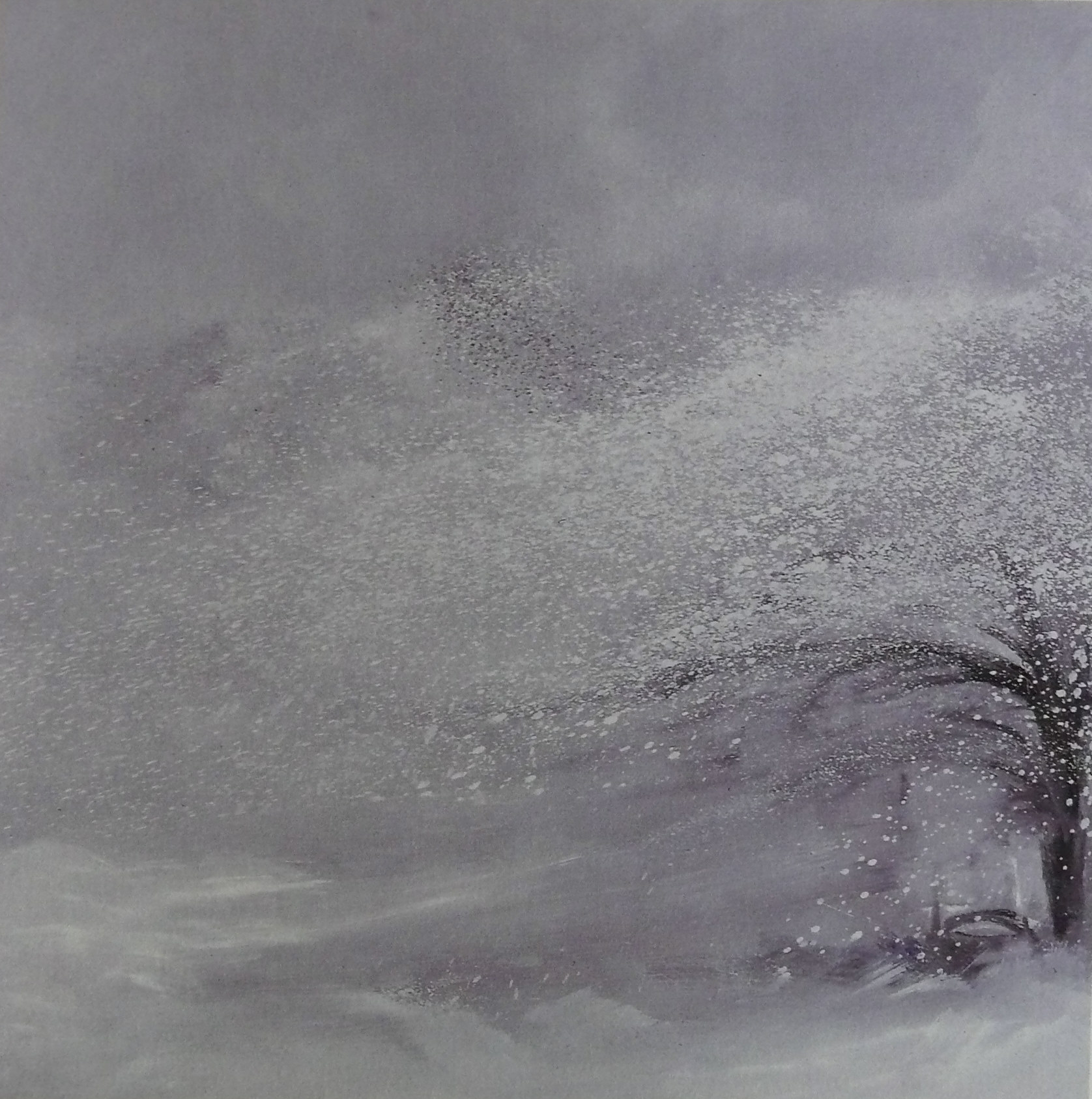
«Der Lindenbaum» картина 5 із 24-серійного циклу картин «Зимова подорож» за Франц Шуберт, Картина маслом Інго Кюля, 100 х 100 см, 1996 р.

### Зміст
| №  | Оригінальна назва     | Українською                       | Перекладачі                                 | Ноти | Аудіо |
| -- | --------------------- | --------------------------------- | ------------------------------------------- | ---- | ----- |
| 1  | Gute Nacht            | Добраніч                          | Юлія Гершунська                             |      |       |
| 2  | Die Wetterfahne       | Флюгер                            | Юлія Гершунська                             |      |       |
| 3  | Gefror'ne Thranen     | Замерзлі сльози                   | Юлія Гершунська                             |      |       |
| 4  | Erstarrung            | Зледеніння                        | Юлія Гершунська                             |      |       |
| 5  | Der Lindenbaum        | Липа                              | Д.Ревуцький, Ю. Гершунська                  |      |       |
| 6  | Wasserfluth           | Повінь                            | Юлія Гершунська                             |      |       |
| 7  | Auf dem Flusse        | Біля річки                        | Юлія Гершунська                             |      |       |
| 8  | Ruckblick             | Спогад                            | Юлія Гершунська                             |      |       |
| 9  | Irrlicht              | Блудний вогник                    | Юлія Гершунська                             |      |       |
| 10 | Rast                  | Відпочинок                        | Юлія Гершунська                             |      |       |
| 11 | Fruhlingstraum        | Весняні сни                       | Юлія Гершунська                             |      |       |
| 12 | Einsamkeit            | Самотність                        | Юлія Гершунська                             |      |       |
| 13 | Die Post              | Пошта                             | Юлія Гершунська                             |      |       |
| 14 | Der greise Kopf       | Сивина                            | Юлія Гершунська                             |      |       |
| 15 | Die Krähe             | Ворон                             | Юлія Гершунська                             |      |       |
| 16 | Letzte Hoffnung       | Остання надія                     | Юлія Гершунська                             |      |       |
| 17 | Im Dorfe              | У селі                            | Юлія Гершунська                             |      |       |
| 18 | Der sturmische Morgen | Бурхливий ранок                   | Юлія Гершунська                             |      |       |
| 19 | Tauschung             | Омана                             | Юлія Гершунська                             |      |       |
| 20 | Der Wegweiser         | Верстовий стовп, Дорожні стовпи   | Д.Ревуцький, Юлія Гершунська                |      |       |
| 21 | Das Wirtshaus         | Готель                            | Юлія Гершунська                             |      |       |
| 22 | Muth!                 | Вперед!, Кураж                    | Бургардт, Юлія Гершунська                   |      |       |
| 23 | Die Nebensonnen       | Хибне Сонце                       | Юлія Гершунська                             |      |       |
| 24 | Der Leiermann         | Лірник (Шарманщик, Старий лірник) | М. Рильський, Ю. Отрошенко, Юлія Гершунська |      |       |